# Министерство обороны Казахстана
Министерство обороны Республики Казахстан (каз. Қазақстан Республикасының Қорғаныс министрлігі) — ведомство при Правительстве Республики Казахстан, являющееся центральным исполнительным органом, осуществляющим государственную политику в сфере обороны, а также руководство Вооружёнными Силами Республики Казахстан.
Министерство обороны Республики Казахстан является центральным исполнительным органом армий Республики Казахстан, осуществляющий государственную политику в сфере обороны, а также руководство всех частей, подразделении, структур относящихся к Вооружённым Силам Республики Казахстан. Министерство обороны Республики Казахстан осуществляет свою деятельность в соответствии с Конституцией Республики Казахстан, актами Президента и Правительства Республики Казахстан, иными нормативными правовыми актами, законами, а также положениями и уставами министерство обороны.

## Руководство
Руководство Вооруженными Силами в мирное время осуществляется Министерством обороны Республики Казахстан через Генеральный штаб Вооружённых сил Республики Казахстан. С июня 2025 года министром обороны Казахстана является Даурен Касанов, сменивший на этом посту Руслана Жаксылыкова.

## Генеральный штаб
Генеральный штаб Вооруженных Сил Республики Казахстан, являясь главным органом управления Вооруженными Силами государства в мирное и военное время, координирует разработку планов строительства и развития Вооруженных Сил, других войск и воинских формирований, их оперативной, боевой и мобилизационной подготовки, организует и осуществляет оперативно-стратегическое планирование применения и взаимодействия Вооруженных Сил, других войск и воинских формирований, а также разрабатывает план оперативного оборудования территории страны в интересах обороны.

## Структура
На 2019 год
- Главное управление физической подготовки
- Главное управление информатизации и телекоммуникаций
- Главное управление государственных закупок ВС РК
- Центральный архив МО РК
- Управление главнокомандующего Сухопутными войсками
- Управление командующих войсками и родами войск
- Центральной командный пункт
- Центр по контролю над сокращением вооружения
- Центр метрологического обеспечения и стандартизации
- Центр пенсионного обеспечения
- Центральный спортивный клуб армии
- Центр военно-космических программ
- Центр военных представительств
- Административный департамент
- Департамент международного сотрудничества
- Департамент боевой подготовки
- Департамент экономики и финансов
- Департамент кадров и военного образования
- Департамент организационно-мобилизационной работы
- Департамент информации и коммуникации
- Департамент стратегического планирования
- Департамент воспитательной и идеологической работы
- Юридический департамент
- Департамент военно-технической политики
- Управление военной науки и инновации
- Главная финансовая инспекция
- Главная инспекция МО РК
- Главное управление по надзору за безопасностью полетов
- Главное управление расквартирования войск
- Главное управление связи
- Главное управление специальных войск
- Главное управление территориальной обороны
- Главное управление военной полиции
- Главное управление защиты государственных секретов и информационной безопасности
- Отряд военной полиции по обеспечению режима и безопасности МО РК
- Управление Главнокомандующего Сил Воздушной обороны ВС РК
- Управление начальника тыла и вооружения
- Управление по работе с сержантским составом
- Управление главнокомандующего ВМС
- ТОО "Авиационный учебный центр"
- АО Казахстан ГИС Центр

## Министры
| № п/п | Ф.И.О.                              | Дата начала и окончания службы (работы) в должности | Фото |
| ----- | ----------------------------------- | --------------------------------------------------- | ---- |
| 1     | Нурмагамбетов Сагадат Кожахметович  | май 1992 — октябрь 1995                             |      |
| 2     | Касымов Алибек Хамидович            | 16 октября 1995 — 30 октября 1996                   |      |
| 3     | Алтынбаев Мухтар Капашевич          | 30 октября 1996 — 9 августа 1999                    |      |
| 4     | Токпакбаев Сат Бесимбаевич          | 13 октября 1999 — 8 декабря 2001                    |      |
| 5     | Алтынбаев Мухтар Капашевич          | 8 декабря 2001 — 8 января 2007                      |      |
| 6     | Ахметов Даниал Кенжетаевич          | 10 января 2007 — 17 июня 2009                       |      |
| 7     | Жаксыбеков Адильбек Рыскельдинович  | 24 июня 2009 — 2 апреля 2014                        |      |
| 8     | Ахметов Серик Ныгметович            | 3 апреля 2014 — 22 октября 2014                     |      |
| 9     | Тасмагамбетов, Имангали Нургалиевич | 22 октября 2014 — 13 сентября 2016                  |      |
| 10    | Жасузаков, Сакен Адилханович        | 13 сентября 2016 — 7 августа 2018                   |      |
| 11    | Ермекбаев, Нурлан Байузакович       | 7 августа 2018 — 31 августа 2021                    |      |
| 12    | Бектанов, Мурат Карибаевич          | 31 августа 2021 — 19 января 2022                    |      |
| 13    | Жаксылыков, Руслан Фатихович        | 19 января 2022 — 8 июня 2025                        |      |
| 14    | Косанов, Даурен Жуматаевич          | с 8 июня 2025                                       |      |

## Ведомственные награды
В соответствии с Указом Президента Республики Казахстан от 30 сентября 2011 года № 155 «О вопросах государственных символов и геральдики ведомственных и иных, приравненных к ним, наград некоторых государственных органов, непосредственно подчиненных и подотчетных Президенту Республики Казахстан, Конституционного Совета Республики Казахстан, правоохранительных органов, судов, Вооруженных Сил, других войск и воинских формирований» ведомственные наградами министерства обороны Республики Казахстан считаются:
- Медали:
  - «Қазақстан Республикасы Қарулы Күштерінің ардагері» (Ветеран Вооруженных Сил Республики Казахстан);
  - «Miнciз қызметі үшін» (За безупречную службу) I, II, III степеней;
  - «Бітімгершілік операцияларына қатысқаны үшін» (За участие в миротворческих операциях);
  - «Халықаралық ынтымақтастықты дамытуға қосқан үлесі үшін» (За вклад в развитие международного сотрудничества);
  - «Ел қорғаны» (Защитник Отечества) І, ІІ степеней.
- Нагрудные знаки:
  - «Қазақстан Республикасы Қарулы Күштерінің үздігі» (Отличник Вооруженных Сил Республики Казахстан);
  - «Үздік спортшы-жауынгер» (Лучший воин-спортсмен);
  - «Спортшы-жауынгер» (Воин-спортсмен) I, II степеней.

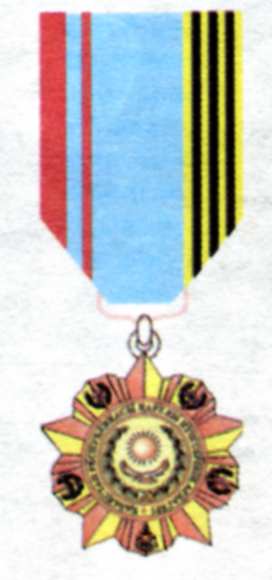
Медаль «Ветеран Вооруженных Сил Республики Казахстан»
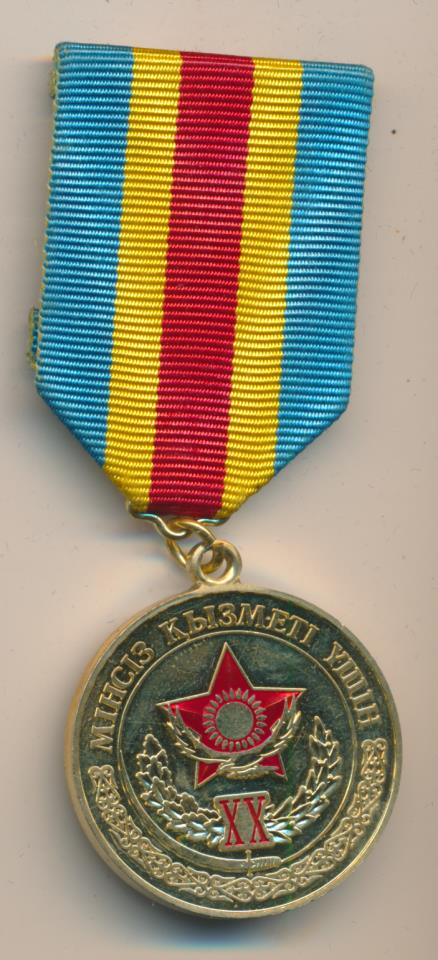
Медаль «За безупречную службу» 1 степени
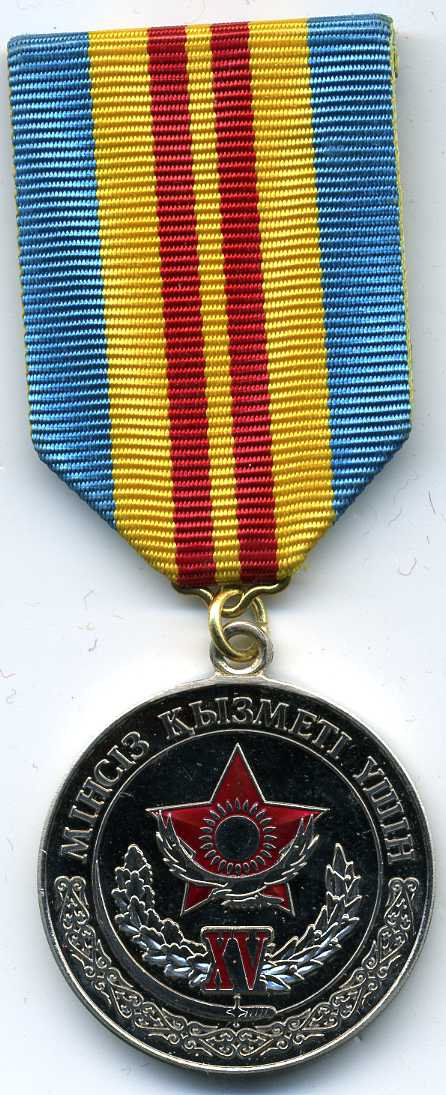
Медаль «За безупречную службу» 2 степени
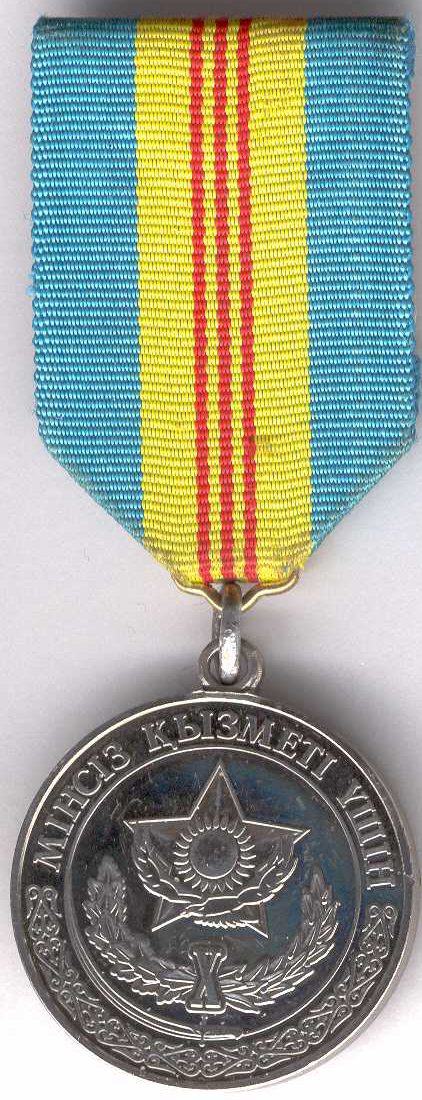
Медаль «За безупречную службу» 3 степени
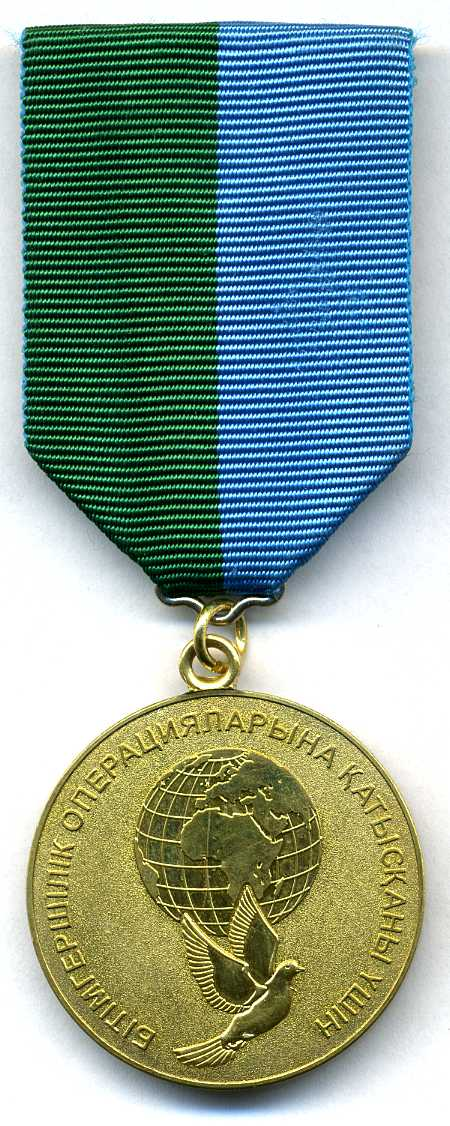
Медаль «За участие в миротворческих операциях»
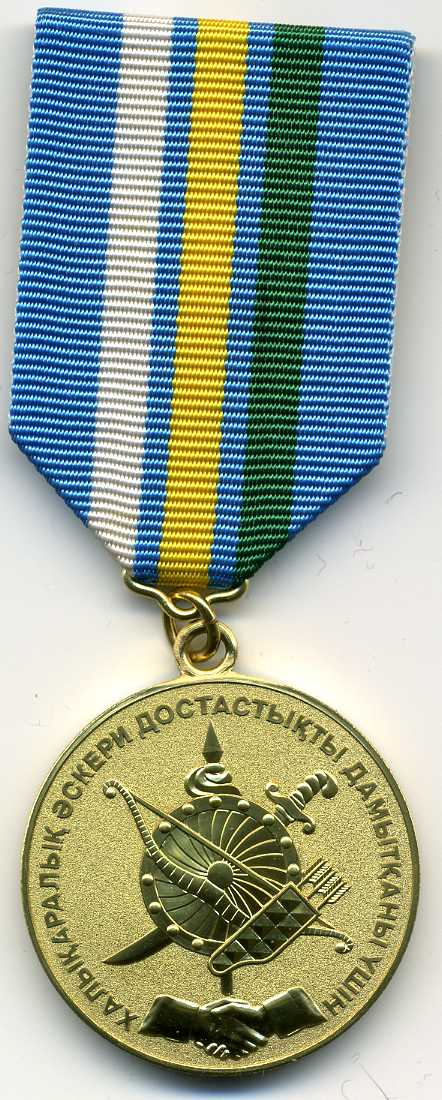
Медаль «За вклад в развитие международного сотрудничества»
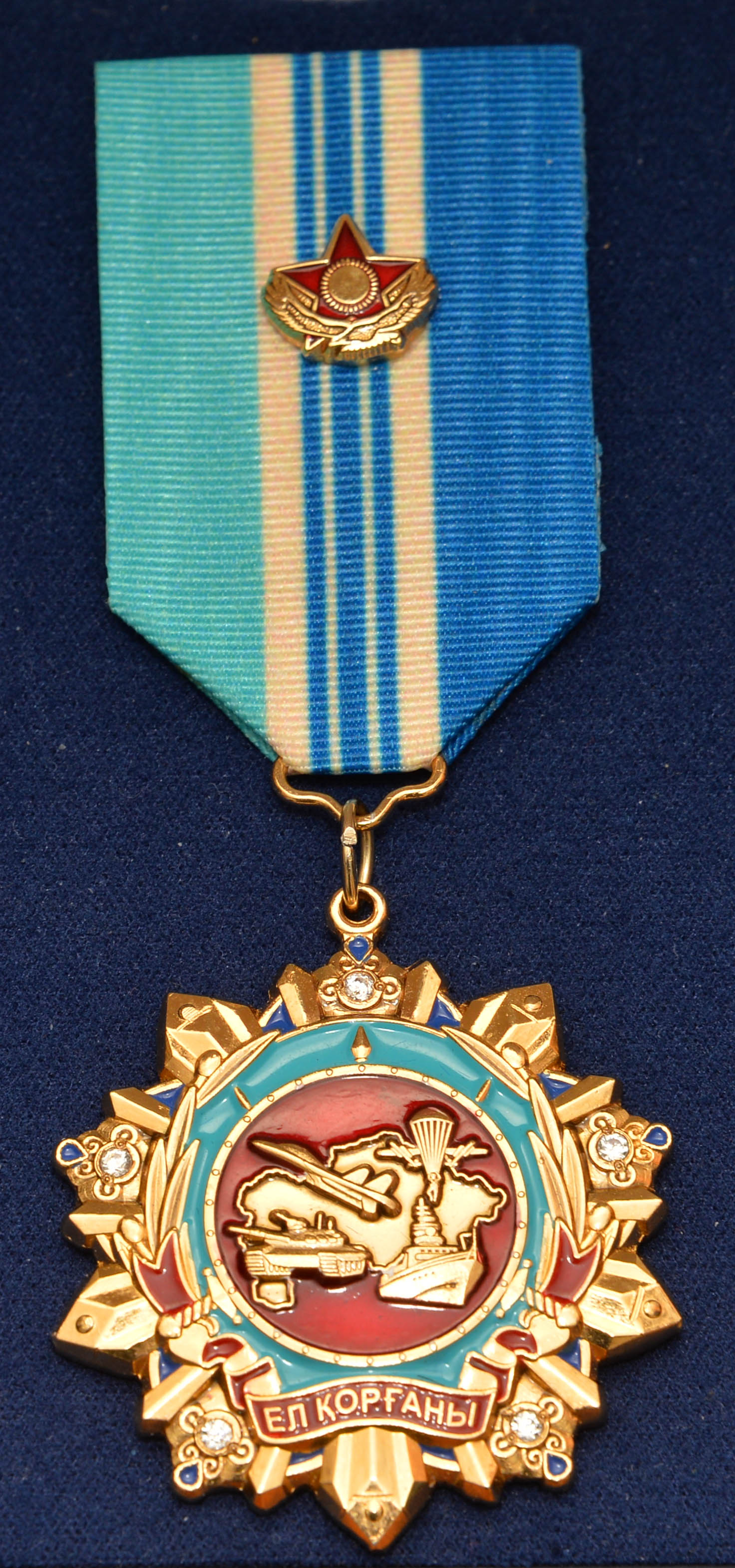
Медаль «Защитник Отечества» 1 степени
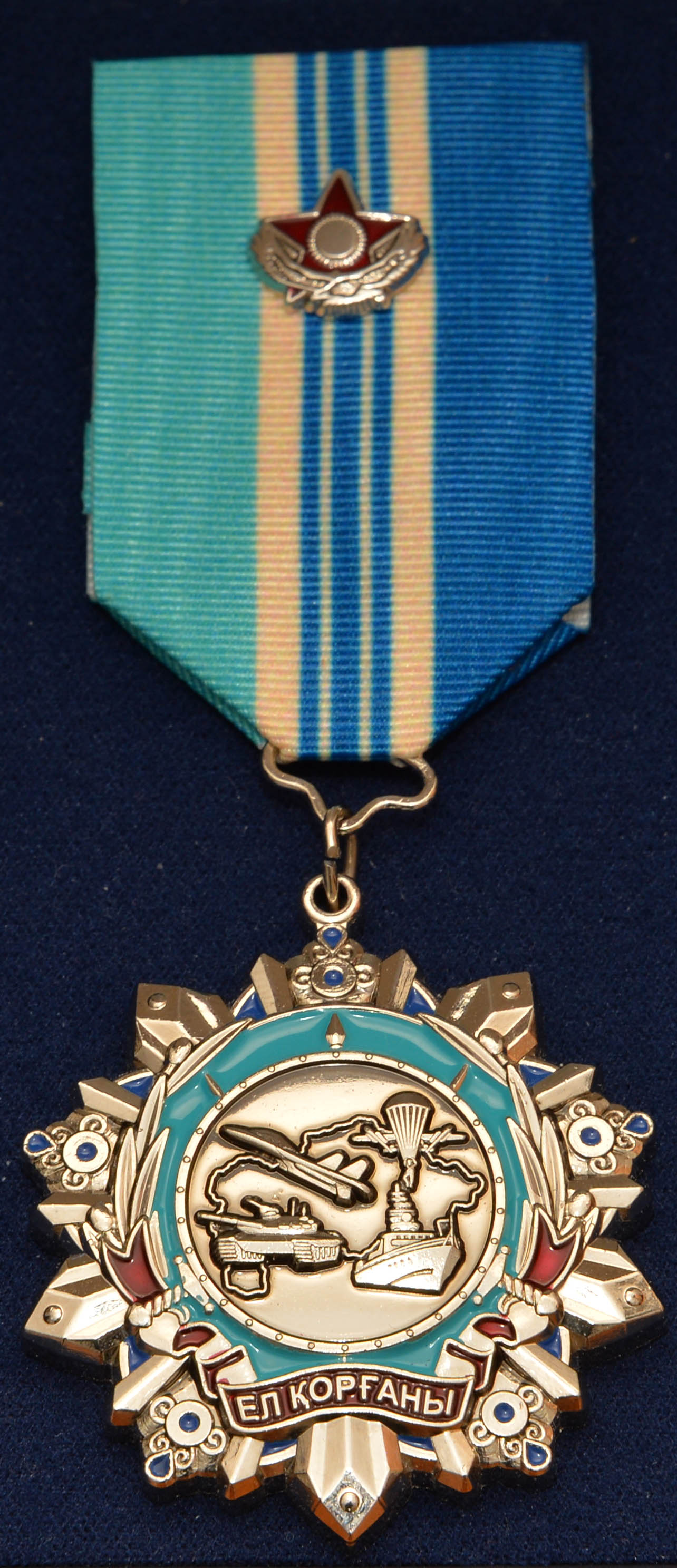
Медаль «Защитник Отечества» 2 степени
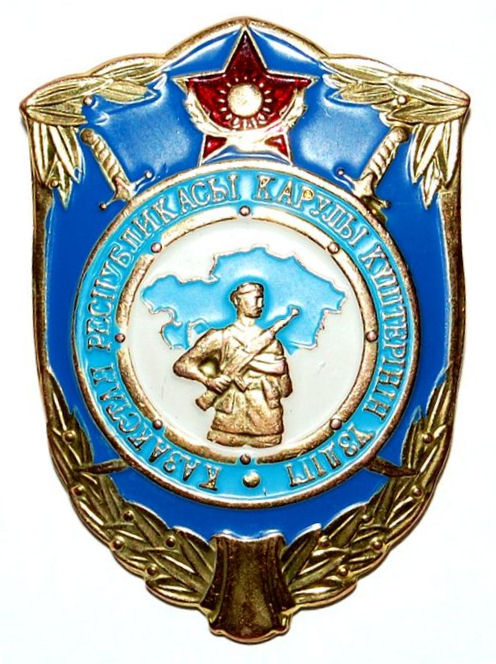
Нагрудный знак «Отличник Вооруженных Сил Республики Казахстан»
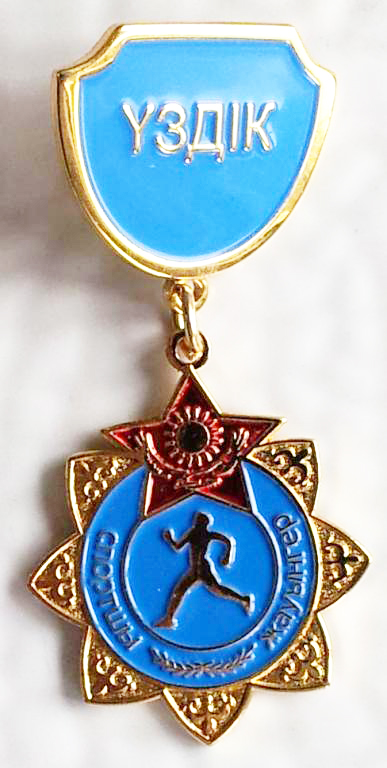
Нагрудный знак «Лучший воин-спортсмен»
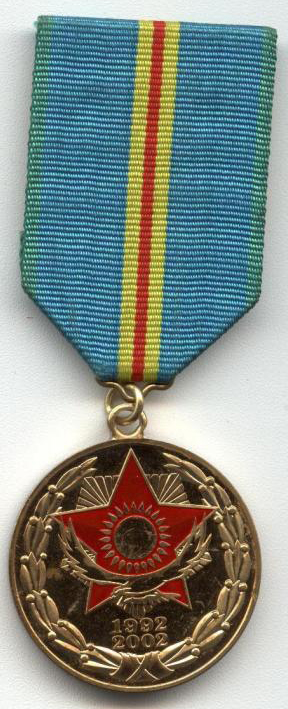
Юбилейная медаль «10 лет Вооруженных Сил Республики Казахстан»
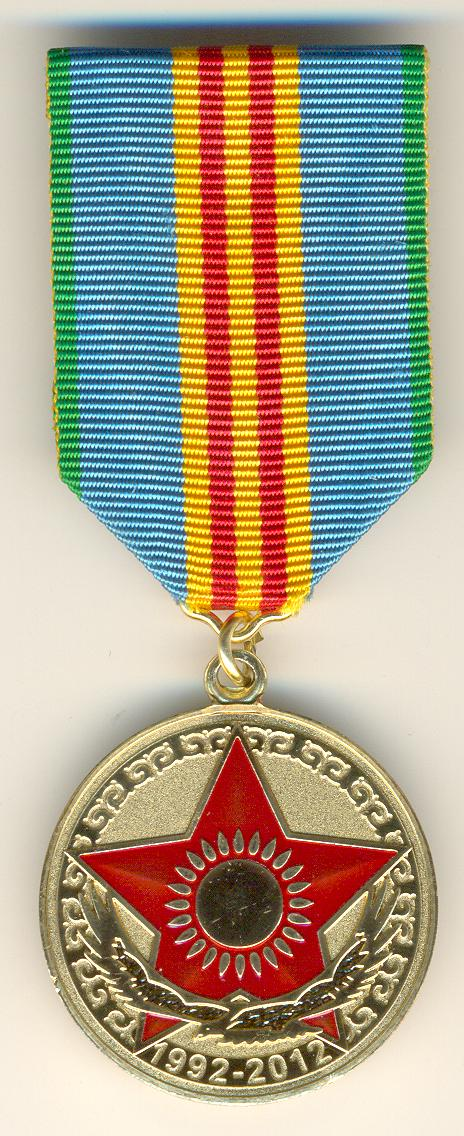
Юбилейная медаль «20 лет Вооруженных Сил Республики Казахстан»